# Найкраща наукова фантастика Айзека Азімова
«Найкраща наукова фантастика Айзека Азімова» (англ. The Best Science Fiction of Isaac Asimov) — збірка з 28-ми науково-фантастичних оповідань американського письменника Айзека Азімова, яку опублікувало в 1986 році американське видавництво «Doubleday».
Всі оповідання окрім «Світ снів» вже друкувались в попередніх збірках оповідань Азімова.

## Зміст
| Назва                        | назва                          | рік  | тема      |
| ---------------------------- | ------------------------------ | ---- | --------- |
| Всі клопоти світу            | All the Troubles of the World  | 1958 | Мультивак |
| Буква закону                 | A Loint of Paw                 | 1957 | фіґхут    |
| Мертве минуле                | The Dead Past                  | 1956 |           |
| Смерть фоя                   | Death of a Foy                 | 1980 | фіґхут    |
| Мрії — особиста справа       | Dreaming Is a Private Thing    | 1955 |           |
| Світ снів                    | Dreamworld                     | 1955 |           |
| Очі не тільки бачать         | Eyes Do More Than See          | 1965 |           |
| Відчуття сили                | The Feeling of Power           | 1958 |           |
| Мухи                         | Flies                          | 1969 |           |
| Знайшли!                     | Found!                         | 1978 |           |
| Засади успіху S.F.           | The Foundation of S.F. Success | 1954 | поема     |
| Франшиза                     | Franchise                      | 1955 | Мультивак |
| Як їм було весело            | The Fun They Had               | 1951 |           |
| Як все сталось               | How It Happened                | 1979 |           |
| Я просто їх вигадую, дивись! | I Just Make Them Up, See!      | 1957 | поема     |
| Я у Марспорті без Хільди     | I'm in Marsport Without Hilda  | 1957 |           |
| Безсмертний бард             | The Immortal Bard              | 1954 |           |
| Такий чудовий день           | It's Such a Beautiful Day      | 1954 |           |
| Жартівник                    | Jokester                       | 1956 |           |
| Остання відповідь            | The Last Answer                | 1980 |           |
| Останнє запитання            | The Last Question              | 1956 | Мультивак |
| Мій син — фізик              | My Son, the Physicist          | 1979 |           |
| Некролог                     | Obituary                       | 1959 |           |
| Прізвище на «С»              | Spell My Name with an S        | 1958 |           |
| Штрейкбрехер                 | Strikebreaker                  | 1957 |           |
| Певна річ                    | Sure Thing                     | 1977 |           |
| Потворний хлопчик            | The Ugly Little Boy            | 1958 |           |
| У четвертому поколінні       | Unto the Fourth Generation     | 1959 |           |